# Cobla

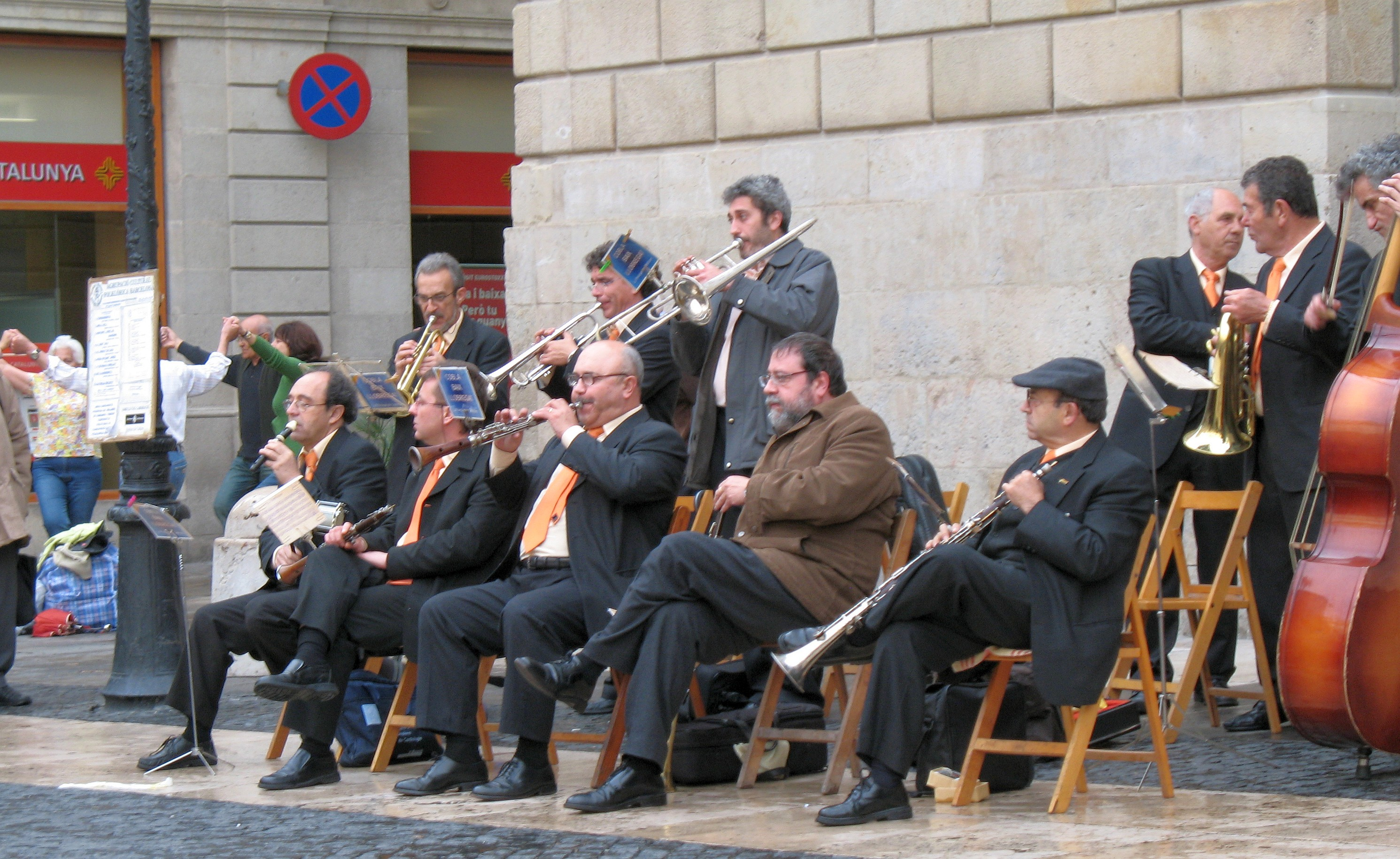
"Cobla Baix Llobregat" spelar till Sardana i Barcelona.

Cobla är en traditionell orkester från Katalonien i norra Spanien och Norra Katalonien (Roussilion) i södra Frankrike som vanligen ackompanjerar  dansen Sardana. 
Coblan hade ursprungligen tre musiker som spelade flabiol, trumma, tible och dragspel, men består idag vanligen av elva personer. I främre raden sitter fem musiker med träblåsinstrument som spelar flabiol och tamborí, en liten trumma, och två vardera av de oboeliknande tible och tenora. I bakre raden står fem musiker med bleckblåsinstrument; två trumpeter, en trombon och två flygelhornsliknande fiscorner. Orkestern flankeras av en kontrabas.